# Alina Skarzyńska
Pour les articles homonymes, voir Skarzyńska.
 (juillet 2024).
 (juillet 2024).
La mise en forme du texte ne suit pas les recommandations de Wikipédia : il faut le « wikifier ».
Les points d'amélioration suivants sont les cas les plus fréquents. Le détail des points à revoir est peut-être précisé sur la page de discussion.
- Les titres sont pré-formatés par le logiciel. Ils ne sont ni en capitales, ni en gras.
- Le texte ne doit pas être écrit en capitales (les noms de famille non plus), ni en gras, ni en italique, ni en « petit »…
- Le gras n'est utilisé que pour surligner le titre de l'article dans l'introduction, une seule fois.
- L'italique est rarement utilisé : mots en langue étrangère, titres d'œuvres, noms de bateaux, etc.
- Les citations ne sont pas en italique mais en corps de texte normal. Elles sont entourées par des guillemets français : « et ».
- Les listes à puces sont à éviter, des paragraphes rédigés étant largement préférés. Les tableaux sont à réserver à la présentation de données structurées (résultats, etc.).
- Les appels de note de bas de page (petits chiffres en exposant, introduits par l'outil «  Source ») sont à placer entre la fin de phrase et le point final[comme ça].
- Les liens internes (vers d'autres articles de Wikipédia) sont à choisir avec parcimonie. Créez des liens vers des articles approfondissant le sujet. Les termes génériques sans rapport avec le sujet sont à éviter, ainsi que les répétitions de liens vers un même terme.
- Les liens externes sont à placer uniquement dans une section « Liens externes », à la fin de l'article. Ces liens sont à choisir avec parcimonie suivant les règles définies. Si un lien sert de source à l'article, son insertion dans le texte est à faire par les notes de bas de page.
- La présentation des références doit suivre les conventions bibliographiques. Il est recommandé d'utiliser les modèles {{Ouvrage}}, {{Chapitre}}, {{Article}}, {{Lien web}} et/ou {{Bibliographie}}. Le mode d'édition visuel peut mettre en forme automatiquement les références.
- Insérer une infobox (cadre d'informations à droite) n'est pas obligatoire pour parachever la mise en page.

Pour une aide détaillée, merci de consulter Aide:Wikification.
Si vous pensez que ces points ont été résolus, vous pouvez retirer ce bandeau et améliorer la mise en forme d'un autre article.
 (janvier 2024).
Alina Skarzyńska (née Romanowska), pseudonyme « Fala », née le 17 janvier 1927 à Jabłonna près de Varsovie, décédée le 28 juillet 1966 à Varsovie, est un membre de l'Union de la lutte armée et de l'armée de l’intérieur.
Elle fut officier de liaison, fusilier de combat et infirmière dans l’insurrection de Varsovie, dans les rangs de l’Armée de l’Intérieur et cheffe de peloton de l’Armée de l’Intérieur.
Elle fut accusée d'espionnage au profit de l'Allemagne, prisonnière politique durant la période stalinienne et réhabilitée en 1957.

## Biographie
Alina Skarzyńska est née le 17 janvier1927 dans le village de Jabłonna près de Varsovie. Elle est la fille unique de Vitalis Romanowski et Amelia (née Krzyczkowska). À l’âge de cinq ans, son père meurt de la tuberculose. 
Elle a étudié à Varsovie au Commercial Gymnasium, qu’elle a complété avec l’examen dit « de petite maturité ».

### Période d’occupation
Alina Skarzyńska vivait avec sa mère au 18 rue Długa 32 dans la vieille ville de Varsovie,. La maison a été incendiée pendant l’insurrection de Varsovie. 
Au printemps 1943, à seize ans, elle commença son activité clandestine dans l’Union de lutte armée,, à laquelle elle prêta serment. 
Ses amis les plus proches dans la clandestinité étaient : Zofia Żochowska alias « Róża », Helena Żochowska alias « Janka », Melania Kozłowska alias « Wisła », Wanda Lewandowska alias « Wanda », Jadwiga Lewandowska alias « Iwona », Wanda Magnuszewska alias « Zebra », Władysława Magnuszewska alias « Zula ».
Une grande partie de ses collègues, et, plus tard, du bataillon de Gozdawa, a été impliquée dans les activités de « Épée et Charrue », la quatrième plus grande organisation clandestine. Les contacts avec cette organisation viennent probablement de la proximité avec la maison de son grand-oncle au 64 Targowa Street, qu’elle visitait souvent. « Épée et Charrue » organisait à proximité des briefings de soldats et des exercices d’armes, menés par des membres de la ZWZ et de « Miecz i Pług » (Épée et Charrue), dont Julian Głowacki alias « Ogórek » et Józef Jasiński alias « Wyrwa »,.
En 1943, Skarzyńska a eu ses premiers contacts avec Bogusław Hrynkiewicz,  l’un des dirigeants de « Épée et charrue ». En fait, Hrynkiewicz était un agent du NKVD (et peut-être aussi de la Gestapo). À la demande de Marian Spychalski et Moskwa, il a travaillé sur les cercles de la conspiration de l’indépendance polonaise - en particulier la ZWZ (plus tard l’Armée de l’intérieur) et l’organisation « Épée et Charrue ». 
Son rôle exact n'était pas connu durant la guerre. Il le fut dans les années 1950, après la fuite spectaculaire de Józef Światło de la République populaire de Pologne vers les États-Unis, lorsque le fugitif a révélé les activités de Hrynkiewicz,.
Skarzyńska et ses amis ont été choisis pour distribuer, la presse clandestine, et opérer à Varsovie comme officiers de liaison clandestins.
Le milieu dans lequel elle vivait était devenu une partie du bataillon Stefan Czarniecki « Gozdawa ». Ce bataillon fut initialement appelé le bataillon Praga ou l’unité Praga. En avril 1944, il est intégré au groupe d’armées de l’intérieur « Łukasiński ».

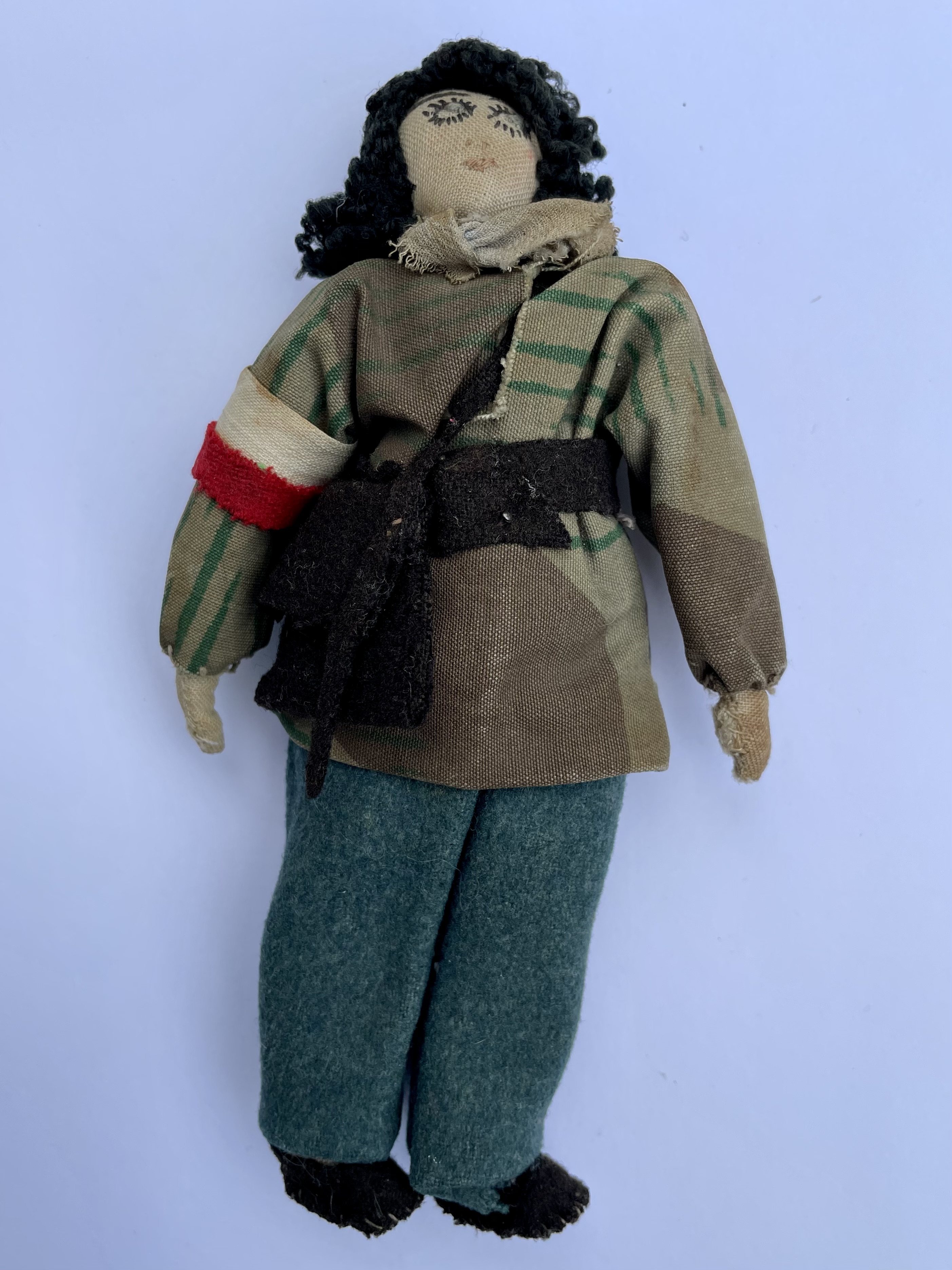
Poupée d'officier

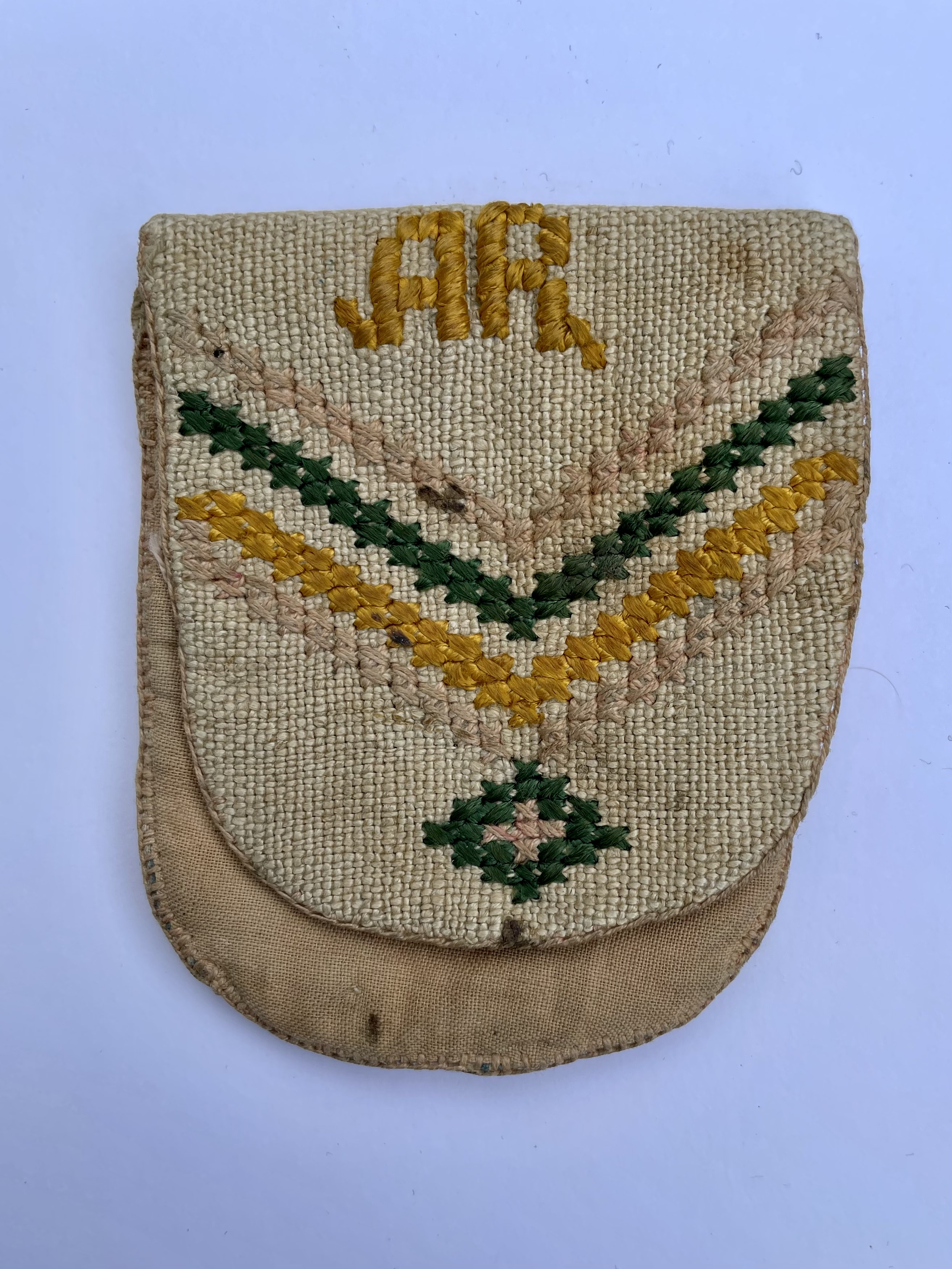
Étui à gorget de pain

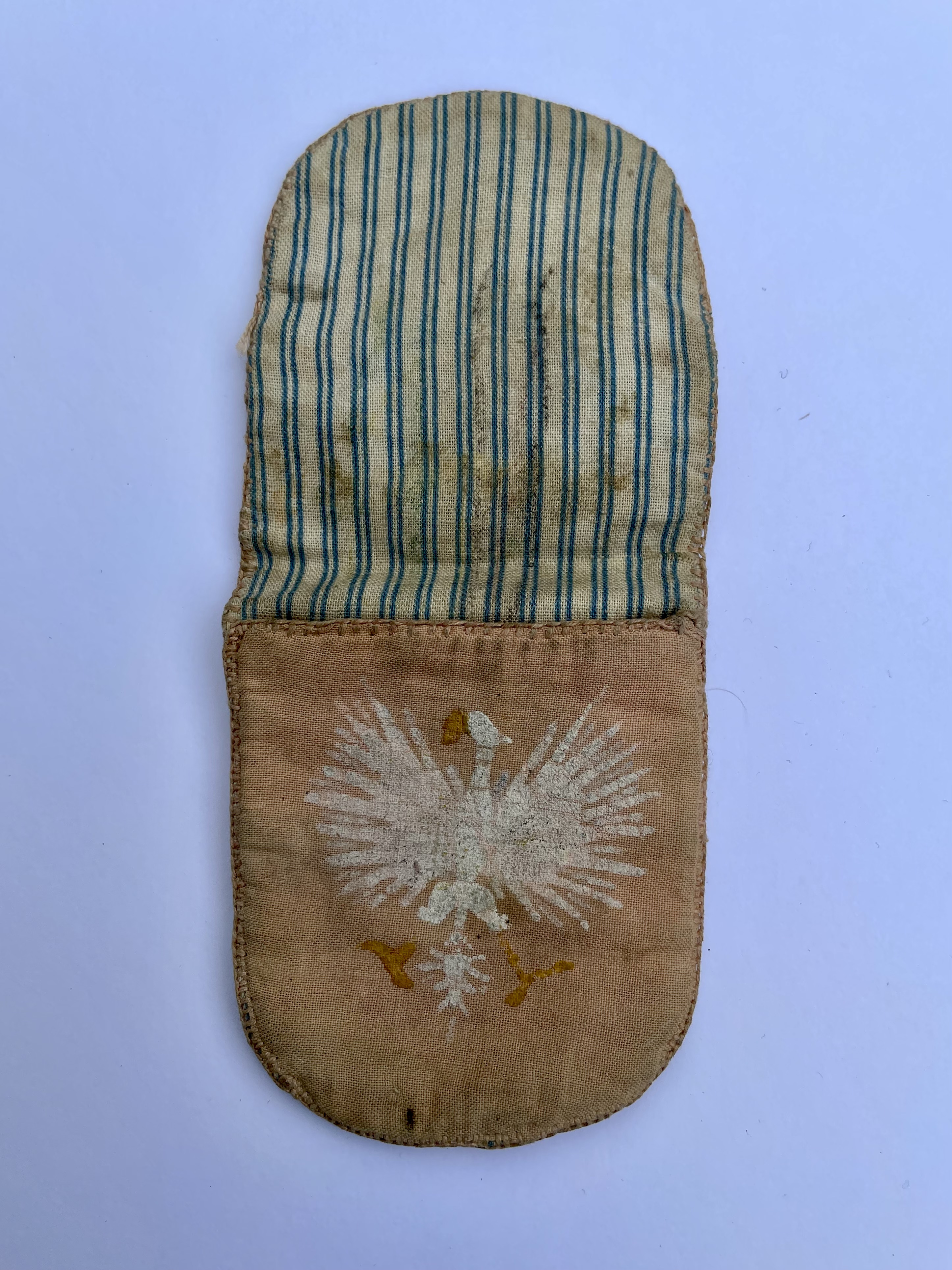
Étui à gorget de pain

### Insurrection de Varsovie
Pendant l’insurrection de Varsovie, Skarzyńska était infirmière, officier de liaison et fusilier de combat,,. Elle a combattu dans la vieille ville et dans le centre-ville, aux côtés de Roman Rot alias « Jawor »,,.
Le 28 juillet 1944, elle était présente au point de rassemblement désigné par les commandants de la rue Dluga, et attendra trois jours l’ordre de commencer les combats. Elle participera à des combat sur le site de la construction du central téléphonique de la rue Tłomackie (aujourd’hui façade nord de Bankowy Square). Les troupes allemandes y utilisèrent des gaz de combat, qui ont intoxiqué « Fala ». 
Sur la « Redoute de la Mère de Dieu », sous le feu ennemi, elle et ses amis ont retiré des soldats blessés des premières lignes. Par manque d’armement, Alina et ses amis effectuaient parfois des gardes de nuit sans fusils. Les filles avaient des grenades simples. Leur courage, le sien et celui de ses collègues, étonna les commandants. 
Elle a pris part aux batailles pour la construction de la Banque de Pologne, dans la rue Bielańska. 
Dans les derniers jours d’août, le commandement a décidé d’évacuer les soldats capables de combattre de la vieille ville vers le centre-ville. Malgré ses blessures, Alina a aidé à transporter son commandant, gravement blessé, Roman Rot alias « Jawor », à travers les égouts, sur la section de la place Krasiński à la rue Warecka. Elle a reçu pour cela la Croix de la vaillance.
Après un mois de combats dans le centre-ville, c'est la capitulation du 3 octobre 1944. Alina et un groupe d’une quinzaine de personnes (inspirées par l’un des commandants - le sous-lieutenant « Sokol »), quittent la capitale avec la population civile. Elle était déterminée à poursuivre son travail souterrain.

### Affaire d’espionnage
Alina Skarzyńska, avec ses amis et résidents de Varsovie, est envoyée dans un camp de transit à Pruszków. Avec l’aide de leurs collègues de la conspiration, ils réussissent à s’échapper et à se rendre à Skierniewice, où se trouvait le commandement « Épée et charrue ».
Les filles sont chargées par Mieczysław Przystasz alias « Pług »,, et Bogusław Hrynkiewicz, de traverser la ligne de front, pour d’obtenir des informations sur le soutien de l’armée soviétique à la conspiration polonaise. Cela devait avoir lieu dans la nuit du 28 au 29 novembre 1944.
« Fala » et ses camarades sont transportés à Modlin. Ils se retrouvent au quartier général du SD allemand, avec qui Hrynkiewicz avait probablement des accords.  Ils vont rester au siège du SD, organisation de renseignement hostile, n'osant pas remettre en question les ordres de leur hiérarchie.
Le 2 décembre 1944, une de ses amies, Melania Kozłowska alias « Wisła », fut fusillée. Skarzyńska et les autres furent arrêtés par les soldats de l’armée polonaise. Ceux qui furent arrếtés par les soldats soviétiques ont été fusillés sur place.

### Procès et emprisonnement
Après leur arrestation, des accusations d’espionnage pour le compte de l’Allemagne nazie sont lancées contre ces militants de la résistance polonaise. L’enquête est menée par un officier soviétique du NKVD et un traducteur.
Skarzyńska est transférée à la prison spéciale du château de Lublin. Une douzaine de ses codétenues sont abattues pendant le transfert. 
Après des heures d’interrogatoires par l’enquêteur principal de la Direction principale de l’information de l’armée polonaise, le capitaine Władysław Czerniawski, elle signe les procès-verbaux. En décembre 1945, elle passe son premier Noël en prison.
Le 27 janvier 1945, le tribunal de garnison militaire de Lublin condamne Alina Skarzyńska à cinq ans de prison et à la privation de ses droits publics. 
Tout au long de son emprisonnement, sa mère Amelia a écrit des pétitions, certaines personnellement à Bolesław Bierut, pour réclamer une commutation de la peine ou une grâce : elles ont toujours été rejetées.
Elle resta à la prison du château de Lublin jusqu’au 26 mai 1945. Elle est alors transférée à la prison de Wronki ; elle y reste jusqu’au 2 janvier 1946, puis, à la prison de Fordon.
« Fala » et ses amis sont traités durement en prison, à cause de l'accusation d’espionnage pour l’Allemagne. Le comportement de leurs codétenus, des criminels de droit commun, a changé quand ils ont découvert que ces prisonniers étaient en fait des membres du mouvement de résistance polonais. 
Dans la dernière des prisons, « Fala » lisait beaucoup, faisait des « sculptures » avec du pain, écrivait des poèmes et travaillait dans un atelier de tailleur, qui fabriquait un étui pour un gorget à pain et une poupée de liaison.
Même en prison, Skarzyńska resté une rebelle. Elle a été tenue responsable par le directeur de la prison de la rébellion des prisonniers, qui aboutit à une amélioration à court terme du traitement des détenus.
Elle purge la totalité de sa peine, ce qui l'empêchera de terminer ses études en l’histoire de l’art. Son passé de criminelle l’empêchera de trouver un emploi pendant de nombreuses années. Elle était encore surveillée par le Bureau de la sécurité, de nombreuses années après sa libération.
Skarzyńska n’a jamais coopéré avec les services, et a maintenu son attitude, malgré les pressions, harcèlements et persécutions.
Le 13 juillet 1957, douze ans après son arrestation, le processus de réhabilitation de Skarzyńska et de ses amis a commencé. Il se terminera par leur innocence. De nombreux processus similaires seront menés pendant le « dégel » qui a suivi la mort de Staline, pour réhabiliter le nom des militants indépendantistes polonais.  
En 1952, elle épouse Romuald Skarzyński, avec qui elle a trois filles : Ewa, Hanna et Renata.
Elle est décédée le 28 juillet 1966 et a été enterrée au cimetière Bródnowski de Varsovie (section 20G).

## Ordres et décorations
- Croix de la vaillance IPN BU 819/8 t.1 et t.2,
- Croix d’argent du mérite avec épées (carte d’identité détruite - compte des filles),
- Croix de l’Armée de l’Intérieur (livre d’octroi, Studium Polish Podziemnej, Londres, leg. 1174),
- Croix de l’Insurrection de Varsovie (par résolution du Conseil d’État no O-27 du 10 février 1982)
- Médaille de la Victoire et de la Liberté 1945 (par résolution du Conseil d’État n° O/431 du 18 septembre 1961)
- Croix partisane IPN BU 819/8 t.1 et t.2